# Samna
Samna var et lille softwarefirma baseret i Atlanta, Georgia, der blev købt af Lotus Development Corporation i november 1990 for $65 millioner USD. Samna blev kendt for i 1988 at udsende Ami, et grafisk tekstbehandlingsprogram – det første større windowsbaserede tekstbehandlingsprogram (Word for Windows 1.0 kom først på markedet i begyndelsen af 1989). Windows 3.0 blev sendt på markedet medens Lotus overtog Samna, og Ami Pro blev en del af Lotus produktlinie, først som Lotus Ami Pro (til og med version xxx) og senere udviklet til Lotus Word Pro.